# Gypona larea
Gypona larea är en insektsart som beskrevs av Delong 1980. Gypona larea ingår i släktet Gypona och familjen dvärgstritar. Inga underarter finns listade i Catalogue of Life.